# Lingue occitano-romanze
Il ramo dell'occitano-romanzo delle lingue romanze abbraccia i dialetti pertinenti alle lingue occitana e catalana situate in Francia (Occitania, Catalogna settentrionale), Spagna (Catalogna, Comunità Valenzana, Isole Baleari, La Franja, El Carche), Andorra, Monaco, parti dell'Italia (Valli occitane, Alghero, Guardia Piemontese (CS)), e storicamente nella Contea di Tripoli e nei possessi della Corona d'Aragona. L'esistenza di questo gruppo di lingue è dibattuto su basi sia linguistiche che politiche.
Secondo alcuni linguisti sia l'occitano che il catalano sarebbero considerati gallo-romanzi. Altri linguisti concordano per quanto concerne l'occitano ma considerano il catalano parte delle lingue ibero-romanze.
La questione dibattuta è sia politica che linguistica, dato che la divisione effettuata sulle lingue gallo-romanzo e ibero-romanze trae origine dalle attuali stati di Francia e Spagna, e perciò si basa su criteri più territoriali che storici e linguistici. Uno dei principali proponenti dell'unità delle lingue della penisola Iberica è stato il filologo ispanico Ramón Menéndez Pidal, mentre da lungo tempo altri come Wilhelm Meyer-Lübke (Das Katalanische, Heidelberg, 1925) hanno sostenuto la parentela tra occitano e catalano.
Durante il Medioevo, in cinque secoli (dall'VIII al XIII) di convergenza politica e sociale di questi territori, non c'è stata nessuna chiara distinzione o separazione tra l'occitano e il catalano. Per esempio, il trovatore provenzale, Albertet de Sisteron, deve specificare dicendo: "Monaci, ditemi secondo la vostre conoscenze chi sono migliori: i francesi o i catalani? E qui io includerò Guascogna, Provenza, Limosino, Alvernia e Viennois e di là la terra dei due re". A Marsiglia, una canzone tipica provenzale viene chiamata 'canzone catalana'.

## Variazione interna

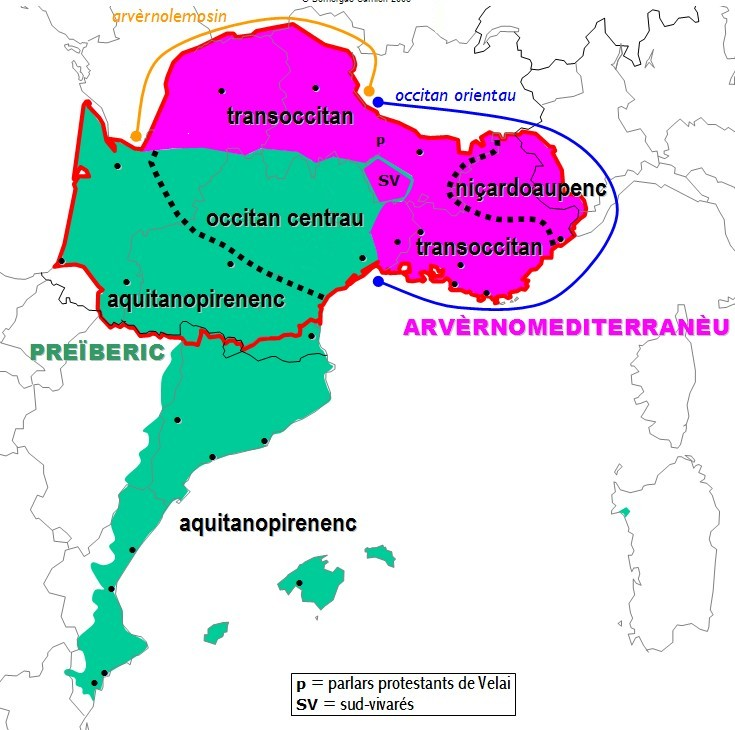
Classificazione supradialettale dell'occitano-romanzo secondo D. Sumien

Anche se la maggior parte dei linguisti separano il catalano dall'occitano, entrambe le lingue sono state trattate in modo unitario negli studi condotti dai linguisti occitani, tentando di classificare i dialetti dell'occitano in gruppi supradialettali.
Questo è il caso di Pierre Bec o, più recentemente, di Domergue Sumien.
Entrambi uniscono dentro un gruppo aquitano-pirenaico o preiberico il catalano, il guascone e una parte del linguadociano, lasciando il resto dell'occitano in uno (Sumien: alverno-mediterraneo) o due (Bec: alverno-mediterraneo, occitano centrale) gruppi.